# Renaissance Sportive de Settat
El Renaissance Sportive de Settat, sovint conegut com a RS Settat, és un club de futbol marroquí de la ciutat de Settat. Va ser fundat el 1946.

## Palmarès
- Lliga marroquina de futbol:[1]
  - 1971

- Copa marroquina de futbol:[2]
  - 1969

- Segona divisió marroquina de futbol:
  - 1999

- Recopa del Magrib de futbol:
  - 1969/70